# Shenzhen Luohu Challenger 2023
Il Shenzhen Luohu Challenger 2023 è stato un torneo maschile di tennis professionistico giocato sul cemento. È stata la 1ª edizione del torneo, facente parte della categoria Challenger 75 nell'ambito dell'ATP Challenger Tour 2023. Si è giocato a Shenzhen, in Cina, dal 16 al 22 ottobre 2023.

## Partecipanti

### Teste di serie
| Nazionalità        | Giocatore            | Ranking* | Testa di serie |
| ------------------ | -------------------- | -------- | -------------- |
| Australia          | James Duckworth      | 139      | 1              |
| Stati Uniti        | Aleksandar Kovacevic | 146      | 2              |
| Francia (bandiera) | Térence Atmane       | 148      | 3              |
| Cina               | Bu Yunchaokete       | 186      | 4              |
| Australia          | Li Tu                | 200      | 5              |
|                    | Evgenij Donskoj      | 233      | 6              |
| Kazakistan         | Denis Yevseyev       | 260      | 7              |
| Canada             | Steven Diez          | 269      | 8              |

* Ranking al 2 ottobre 2023.

### Altri partecipanti
I seguenti giocatori hanno ricevuto una wild card per il tabellone principale:
- Bai Yan
- Charles Chen
- Wang Xiaofei

Il seguente giocatore è entrato in tabellone come special exempt:
- Aleksandar Kovacevic

Il seguente giocatore è entrato in tabellone come alternate:
- Te Rigele

I seguenti giocatori sono passati dalle qualificazioni:
- Jahor Herasimaŭ
- Xiao Linang
- Wishaya Trongcharoenchaikul
- Huang Tsung-hao
- Li Zhe
- Mo Yecong

## Punti e montepremi
| Torneo    | Torneo              | V      | F     | SF    | QF    | 2T    | 1T  | Q | Q2  | Q1  |
| Singolare | Punti               | 75     | 50    | 30    | 16    | 7     | 0   | 4 | 2   | 0   |
| Singolare | Premi in denaro ($) | 10,840 | 6,355 | 3,780 | 2,200 | 1,300 | 780 | – | 390 | 200 |
| Doppio    | Punti               | 75     | 50    | 30    | 16    | –     | 0   | – | –   | –   |
| Doppio    | Premi in denaro ($) | 4,645  | 2,700 | 1,630 | 965   | –     | 545 | – | –   | –   |

## Campioni

### Singolare
James Duckworth ha sconfitto in finale  Coleman Wong con il punteggio di 6–0, 6–1.

### Doppio
Gao Xin /  Wang Aoran hanno sconfitto in finale  Mikalai Haliak /  Markos Kalovelonis con il punteggio di 6–4, 6–2.